# Pantoporia alcamene
Pantoporia alcamene är en fjärilsart som beskrevs av Felder 1863. Pantoporia alcamene ingår i släktet Pantoporia och familjen praktfjärilar. Inga underarter finns listade i Catalogue of Life.